# Santo Stefano Quisquina
Santo Stefano Quisquina ist eine Stadt im Freien Gemeindekonsortium Agrigent in der Region Sizilien in Italien.

## Lage und Einwohner
Santo Stefano Quisquina liegt 75 km nördlich von Agrigent. Die Gemeinde hat 3998 Einwohner (Stand 31. Dezember 2023), die hauptsächlich in der Landwirtschaft arbeiten. Im Ort gibt es einige Käsereien, welche die Zubereitung diverser Ricotta-Sorten pflegen, die über Sizilien hinaus Bekanntheit erreicht haben.
In der Nähe des Ortes entspringen der Platani, der Turvoli und der Magazzolo.
Die Nachbargemeinden sind Alessandria della Rocca, Bivona, Cammarata, Casteltermini, Castronovo di Sicilia und San Biagio Platani.
Nachdem der Bahnverkehr nach Santo Stefano Quisquina 1959 eingestellt wurde, ist der Ort heute nur noch auf der Straße zu erreichen.

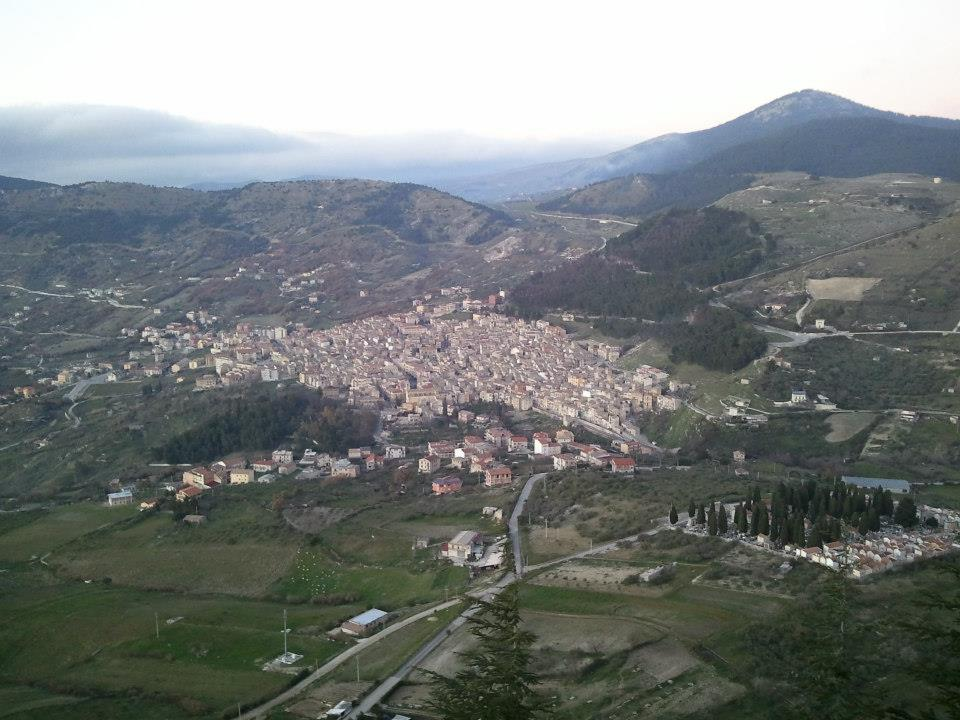
Santo Stefano Quisquina

## Geschichte
Bereits zu arabischer Zeit hat es hier Siedlungen gegeben. Der heutige Ort entstand Anfang des 14. Jahrhunderts. Den Ursprung des Namens Santo Stefano Quisquina kann man herleiten aus dem arabischen koskin, in der Dunkelheit, und dem anliegenden Kloster von Santo Stefano.

## Sehenswürdigkeiten
Der Fürstenpalast stammt aus dem Jahr 1745 und liegt an der Piazza Castello. An dem Platz steht ein Brunnen aus dem 18. Jahrhundert. Die Kirche Purgatorio und das Maria-Kolleg liegen an der Via Roma und stammen beide ebenfalls aus dem 18. Jahrhundert. Die Pfarrkirche San Nicolo di Bari wurde im 16. Jahrhundert von Federico Chiaromonte erbaut. Die Apsis zeigt Fresken aus dem 19. Jahrhundert. Neben der Pfarrkirche steht die SS. Sacramento-Kirche und die Francesco de Sales-Kirche. Beide wurden im 18. Jahrhundert erbaut.
Etwa fünf Kilometer entfernt am Monte Quisquina liegt das ehemalige Kloster Santo Stefano. In den Räumen des Klosters befindet sich heute ein Museum über den früheren Alltag der Fratres und der Landbevölkerung. Das Kloster kann auf Anfrage besichtigt werden.
Daneben liegt die Einsiedelei der Heiligen Rosalia, die hier einige Jahre gelebt haben soll, bevor sie zum Monte Pellegrino ging. In einer Grotte kann man eine Skulptur zu Ehren der Heiligen sehen, die von den Einheimischen auch Santuzza genannt wird.

## Feste
Das Fest der Santa Rosalia wird am ersten Sonntag des Monats Juni gefeiert, dem St. Calogero wird in der Nacht des 17. Juni bis 18. Juni ein jährliches Fest veranstaltet.

## Söhne und Töchter
- Ignazio Zambito (* 1942), römisch-katholischer Geistlicher, emeritierter Bischof von Patti